# Societas – Baloldali Ifjúsági Mozgalom
Societas – Új Mozgalom néven létrejött 2008. május 17-én egy új, baloldali fiatalokat tömörítő szervezet, az MSZP társult ifjúsági szervezete. Alapító elnöke Varga László. A szervezet 2010-es kongresszusán változtatja meg a nevét Societas – Baloldali Ifjúsági Mozgalomra és ekkor választotta meg második elnökét Sass Szabolcs személyében, aki a szervezetet 2015-ig vezette. A Societas 2015. január 31-i kongresszusán új elnöke lett a szervezetnek: Torzsa Sándor.

## Története
A szervezetet a Fiatal Baloldal utolsó kongresszusán hozták létre Szombathelyen, 2008. május 17-én. Megalakításával párhuzamosan még aznap, jogutód nélkül megszüntették az MSZP társult ifjúsági szervezetét. A Fiatal Baloldal (röviden FIB) megszüntetésének hátterében az új integráció lehetősége állt. Úgy döntöttek, időszerű a megújulás.
A Societas – Baloldali Ifjúsági Mozgalom önálló, baloldali, fiatal gondolkodókból álló társulásként határozza meg magát, nem tekinti magát a Fiatal Baloldal utódjának.
A Societas – Baloldali Ifjúsági Mozgalom elnöke Torzsa Sándor. Elnökhelyettese: Molnár Gergely. Alelnökei: Aranyos Gábor, Eszik Bence és Györfi Mihály. Az elnökség tagjai: Bulányi Gergely, Havasi Gábor, Király András, Laskovics Diána, Szuchy Brigitta és Szücs Gábor. A szervezet nemzetközi titkára: Gúr Roland.

## Programja
- „Iránytű” címmel új ifjúsági programot fogalmaztak meg alapító kongresszusukon. Ezt a következő hónapokban a helyi és megyei alakuló ülések megvitatták, ezután, a nyár végén a kongresszus elfogadta a Societas – Baloldali Ifjúsági Mozgalom több évre szóló programját.